# Selina (Jean Paul)

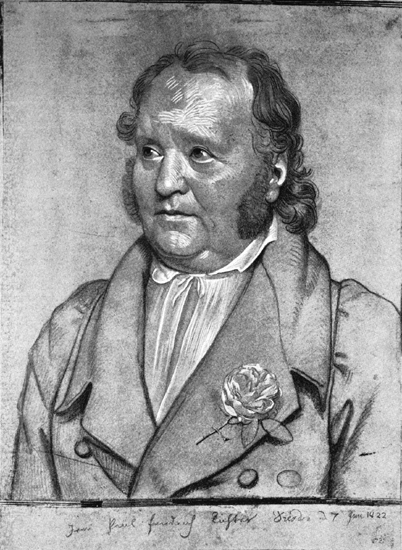
Jean Paul-Porträt von Carl Christian Vogel von Vogelstein, 1822

Selina ist das letzte Buch von Jean Paul, das der Autor am 27. April 1823 begann und nicht mehr vollenden konnte. Das Fragment gab sein Freund Christian Georg Otto 1827 posthum unter dem Titel Selina oder über die Unsterblichkeit der Seele heraus. In dieser Fortsetzung der Erzählung Das Kampaner Tal, mit der sich Jean Paul seit 1814 beschäftigt hatte, setzte er die Thematik der Unsterblichkeit der Seele fort.
Als der Dichter am 17. November 1825 in Bayreuth feierlich zu Grabe getragen wurde, lag auf seinem Sarg das „Selina“-Manuskript.

## Inhalt
Der Schriftsteller Jean Paul erhält in Albanos Fürstentum Hohenfließ eine Einladung seiner inzwischen in Deutschland lebenden Kampaner Freunde, und so reist er 1822, ein Vierteljahrhundert nach seinem Besuch in Spanien, in das „verdeutschte Kampanertal“, eine idyllische Parklandschaft, begrenzt durch Karlsons Rittergut Falkenberg auf der einen und Baron Wilhelmis Schloss Wiana auf der anderen Seite.
Auf Falkenberg wohnen der Rittermeister und seine Frau Josepha mit ihren erwachsenen Kindern Nantilde und Alexander. Ihr jüngerer Sohn Henrion kämpft in Nauplia als Freiwilliger an der Seite der Griechen gegen die Türken. Im Schloss leben Wilhelmi und seine Tochter Selina, die als 14-Jährige ihre Mutter Gione verloren hat. Sie und Henrion sind ein Brautpaar,  das durch eine Seelengemeinschaft und den Glauben an deren Unsterblichkeit verbunden ist. Selina ist eine begabte Malerin und hat auf Wunsch ihres Vaters den Bräutigam vor dessen Abreise nach Griechenland porträtiert.
Der Besuch des Erzählers in der lieblichen Natur ist überschattet von den Sorgen der beiden Familien um Henrion, der in Griechenland vor der Festung Napoli di Romania für die Freiheit des Landes kämpft, und dem unruhigen Warten auf neue Nachrichten und dementsprechend stehen die langen Gespräche der Freunde im Gartenhaus, auf den Ruhebänken unter der Linde oder während der Wanderung zum Donnerhäuschen und Wetterhorn im Zentrum des Romans.
Im Vergleich zum „Kampaner Tal“ werden in „Selina“ v. a. die Diskussionen über die Seelenunsterblichkeit und den „Vernichtglauben“ ohne Himmel und Hölle argumentativ ausgeweitet. Der Erzähler und Karlsons Sohn Alexander (Alex) vertreten bei diesem Thema die Gegenpositionen: Beide versuchen ihre Ansichten in langen theoretischen Ableitungen unter Einbeziehung theologischer, philosophischer, psychologischer und naturwissenschaftlicher Hypothesen der Zeit darzulegen: Merkmale und Eigenschaften der Seelen, Seelenwanderung, Zusammenhang zwischen Schlaf, Traum und Alter, Verhältnis zwischen Leib und Geist, Aufbau des Gehirns, Instinkte bei Tieren und Menschen, Unbewusstes und Magnetismus.

Während im „Kampaner Tal“ sein Vater in seiner Trauer über den vermeintlichen Tod Giones entsprechende Gedanken der „Vernichtung“ des Lebens formuliert hat, übernimmt nun Alexander in der Debatte die Rolle des advocatus diaboli. Er argumentiert, der sichtbare Zerfall des menschlichen Körpers und Geistes stehe im Gegensatz zur Vorstellung einer Veredelung in einem zweiten ewigen Leben und spreche eher für einen „Doppeluntergang“. Er fragt gegenüber der These, die Schöpfung habe Zweck und Ziel, ob „denn überhaupt der Unendliche Zwecke“ habe und ob wir ihn so genau kennen. Seine Gesprächsanteile sind allerdings viel kleiner als die des dominierenden Kontrahenten und dienen diesem zu wortreichen Erwiderungen und Ableitungen, die von dem Wunsch und der Hoffnung getragen sind, dass das Leben nicht endlich ist. Dies stößt bei den Zuhörern mehrheitlich auf positive Resonanz: Das Herz sage „Du kannst nicht vergehen“, die Materie sei nur die Haut des eigentlichen inneren Lebens, nur der Körper sei vergänglich, nicht jedoch Geist bzw. Seele und „das ungeheure Reich des Unbewussten“. Uns seien „Triebe und Seufzer nach einer höheren Welt, nach einer höhern Liebe, die Ideen der Gottheit und der Sittlichkeit“ eingepflanzt, und das könne keine Täuschung sein. Alexanders Vater, der Rittmeister, und auch der Baron möchten Jean Paul als alte Freunde nicht widersprechen. Im Alter wollen sie an irgendein Weiterleben nach dem Tode glauben. Die Gräfin Josepha ist in der Hinsicht reservierter und wägt mehr ab. Doch der Rittmeister wünscht, Jean Paul möge Alexander im Glauben an die Unsterblichkeit der Seelen bestärken. Dem Gast gelingt das jedoch nicht.
Gegen den „Vernichtglauben“ an das endliche physische und geistige Leben in einem „leeren Raum“ wendet sich der Erzähler mit der ganzen rhetorischen Kraft seines Glaubens und Hoffens: Angesichts der „ungeheuere[n] Welthölle voll Menschenqualen“ müsse das „menschliche Auge […] über den Erdball hinausschauen“. Denn der Mensch könne den Gedanken der endgültigen Vernichtung nicht ertragen. Daraus wird die Forderung abgeleitet, dass ein Schöpfer das irdische Glück und Leid der Menschen nicht mit deren Vernichtung beenden dürfe, sondern es im zweiten Leben weiterführen bzw. ausgleichen müsse: „Der unsterbliche Geist“ könne nicht „auf die stille Kugel niederschauen“ und die „zerschmolzen[en] und verraucht[en]“ „Schatten und Träume und Wachsgestalten“ der „Brandstätte“ betrachten. „… der zerstochene Wurm [dürfe] sich emporkrümmen und gegen den Schöpfer sagen: ›Du hast mich nicht zum Leiden schaffen dürfen‹“. Die Fülle der Schönheit der Welt müsse ein höheres Ziel haben, was nicht erreicht werde, wenn der „ewig säende und niemals erntende einsame Weltgeist“ nur eine „Ewigkeit die andere betrauern sieht“.

Jean Pauls ganzheitliche romantische Weltvorstellung bezieht die gesamte Natur mit ein, die sich als erste Welt in der zweiten Weltkugel des Universums als „steigende Glückseligkeitsinsel“ vollendet. Dieser kosmische Glaube wirkt zurück auf die Lebenseinstellung: „Selig“ sei, „wer sich seine Welt ganz mit der zweiten organisch verbunden und durchdrungen ha[be]: die Wüste des Lebens zeigt ihm über den heißen Sandkörnern des Tages die kühlenden Sterne größer und blitzender jede Nacht.“ Der Blick auf die Welt werde ein anderer: „Wie ganz anders sieht ein Geist die blühende Natur an, der mit ihr und hinter ihr fortzublühen glaubt.“
Jean Pauls Ausführungen werden, trotz der Skepsis einiger Mitglieder, von der Kampaner Gesellschaft gerne gehört, beziehen sie sich doch auf den Wunsch einer Wiederbegegnung mit Gione und Henrion. Für Selina, eine eifrige Jean-Paul-Leserin, sind die Erklärungen über die Unsterblichkeit der Seele ein großer Trost. Sie beschränkt sich zumeist auf das Anhören der Dispute des Gastes mit den Gastgebern. Manchmal äußert sie aber auch knapp ihre Meinung. Nach ihrer Überzeugung ist ihre Mutter Gione nicht gestorben und erscheint ihr im Traum. Auch mit Henrion ist Selina seelisch eng verbunden. Beide sind „edle Seelen“ und glauben fest an die Unsterblichkeit. Zeugnisse davon sind die Briefe Henrions an Selina und deren Visionen. Sie verfügt über magnetische Kräfte und mit Hilfe des hellseherischen „Selbermagnetismus“ erfährt sie im „Kunstschlummer“ von der Verwundung des Bräutigams, bevor die ihre Bilder bestätigenden Briefe eintreffen: Henrion liegt tatsächlich mit einer schweren Lungenverletzung in Marseille. In dem Magnetismus-Ferngespräch beider kulminiert die Verbundenheit der edlen Seelen.

## Form
Verglichen mit dem „Kampaner Tal“ wurde die Poesie zurückgedrängt zugunsten der Rhetorik: „Die Kreuz- und Querzüge des Gesprächs“ mit Einbeziehung u. a. der Naturkunde und der Philosophie prägen große Teile der Diskussion Alexanders mit Jean Paul. Streckenweise überdeckt Jean Paul mit seinen „ruhigen unbefangenen, nur um Sachen bekümmerten Untersuchungen“ die Handlung und lockert den Vortrag über die Seelenwanderung nur gelegentlich durch Vergleiche auf – zum Beispiel vom Zaunkönig in den Adler, in das Lamm und in die Nachtigall –  oder durch seine Betrachtungen über die Seelenwanderung der Ehebrecherin, des Kindes im Mutterleib und des Professors der Geschichte sowie Thesen, wie Liebe, Trauer und Freude arbeiteten nicht im Kopf, sondern im Herz.

## Rezeption
- Der erste Herausgeber Christian Otto kategorisiert das Fragment 1827 als „philosophischen Roman“. De Bruyn formuliert „in Erzählung eingekleidete Dialoge“[40] und bei Ortheil[41] gehört es zu den „theoretisierenden Werken“. Zeller spricht von einer „philosophisch-poetischen Erörterung“ und weist auf die „kosmische“[42] Textstruktur hin: Die Kapitel heißen Merkur, Venus, Erde, Mars, Vesta, Juno, Ceres, Pallas und Jupiter.
- Goltz[43] ist 1860 vom Humor Jean Pauls angetan: die Erde, ein großer Leichenwagen, der um die Sonne kreist.
- Wie können wir Trost finden, wenn wir einen unserer Toten beklagen? In „Selina“ wird der Tod von Gione beklagt. Jean Paul ist sich nicht sicher. Gibt ein Blick in die Bibel oder ins Weltall Trost?[44] Doch eines stehe fest. Jeder Mensch brauche einen Gott.[45]
- Nach Schulz[46] stirbt Henrion an seiner Verwundung. In der verwendeten Ausgabe ist von keinem Tod des jungen Kriegers die Rede.
- Kritisiert wird von einigen Rezensenten,[A 4] Jean Paul versäume kaum eine Gelegenheit, den Leser zu verwirren. Sei dieser aus dem Dickicht der berühmt-berüchtigten Gedankensprünge zurückgekehrt, rede der Ich-Erzähler erneut an der Handlung vorbei. Jean Paul rechtfertigte in seinen Vorreden gegenüber den „Kunstrichtern“ seinen wuchernden Schreibstil mit der Einbeziehung vielfältigen Textmaterials oder er spottet in „Entschuldigungen“ über seine Kritiker, z. B. im Vorspann zu „Zwanzig Enklaven zu den vorstehenden zwanzig Kapiteln“.[47][A 5] Höllerer[48] erklärt diese Abweichungen als zum Erzählstil Jean Pauls gehörige Strategie.[A 6]

## Literarische Rezeption
- Walter Kappacher: Selina oder Das andere Leben

- Arno Schmidt: Tina oder über die Unsterblichkeit

### Textausgaben
Erstausgabe
- Christian Otto (Hrsg.): Jean Paul: Selina oder über die Unsterblichkeit. 426 Seiten. Cotta’sche Verlagsbuchhandlung, Stuttgart 1827

Verwendete Ausgabe
- Selina oder über die Unsterblichkeit der Seele. S. 1105–1236 in: Norbert Miller (Hrsg.): Jean Paul. Sämtliche Werke. Abteilung I. Sechster Band. Schmelzles Reise nach Flätz. Dr. Katzenbergers Badereise. Leben Fibels. Der Komet. Selberlebensbeschreibung. Selina. Wissenschaftliche Buchgesellschaft, Darmstadt 2000 (Lizenzgeber: Carl Hanser, München 1963 (4. Aufl. 1987)). Ohne ISBN (Bestellnummer 14965-3, 1389 Seiten)

### Sekundärliteratur
- Günter de Bruyn: Das Leben des Jean Paul Friedrich Richter. Eine Biographie. Halle (Saale) 1975, ISBN 3-596-10973-6.
- Peter Sprengel (Hrsg.): Jean Paul im Urteil seiner Kritiker. Dokumente zur Wirkungsgeschichte Jean Pauls in Deutschland. Beck. München 1980, ISBN 3-406-07297-6.
- Hanns-Josef Ortheil: Jean Paul. Rowohlt, Reinbek bei Hamburg 1984, ISBN 3-499-50329-8.
- Gerhard Schulz: Die deutsche Literatur zwischen Französischer Revolution und Restauration. Teil 2. Das Zeitalter der Napoleonischen Kriege und der Restauration: 1806–1830. München 1989, ISBN 3-406-09399-X.
- Gert Ueding: Jean Paul. München 1993, ISBN 3-406-35055-0.
- Annette Debold: Reisen bei Jean Paul. Studien zu einer real- und gattungshistorisch inspirierten Thematik in Theorie und Praxis des Dichters. Röhrig, St. Ingbert 1998, ISBN 3-86110-174-2.
- Christoph Zeller: Allegorien des Erzählens. Wilhelm Raabes Jean-Paul-Lektüre. Metzler, Stuttgart 1999, ISBN 3-476-45218-2.